# Berylliumhydrid
Berylliumhydrid ist eine chemische Verbindung bestehend aus den Elementen Beryllium und Wasserstoff. Es besitzt die Summenformel BeH2 und gehört zur Stoffgruppe der Hydride.

## Darstellung
Die Darstellung von Berylliumhydrid aus den Elementen Beryllium und Wasserstoff ist nicht möglich. Zweckmäßig ist die Gewinnung aus einer metallorganischen Berylliumverbindung und einem Hydrid wie beispielsweise Lithiumaluminiumhydrid (LiAlH4) oder Diboran. Die Reaktion wird in Diethylether durchgeführt, da das Produkt Berylliumhydrid nicht in Ether löslich ist und aus der Lösung ausfällt.
{\displaystyle \mathrm {2\ Be(CH_{3})_{2}+LiAlH_{4}\rightarrow 2\ BeH_{2}+LiAl(CH_{3})_{4}} }
Ebenfalls möglich ist die Darstellung von Berylliumhydrid durch Thermolyse von Bis(tert-butyl)beryllium bei 210 °C:
{\displaystyle \mathrm {Be(C_{4}H_{9})_{2}\rightarrow BeH_{2}+2\ H_{2}C\operatorname {=} C(CH_{3})_{2}} }
Berylliumhydrid kann auch aus dem Komplex Berylliumborhydrid-Etherat dargestellt werden.
{\displaystyle \mathrm {Be(BH_{4})_{2}\cdot (C_{2}H_{5})_{2}O+\ 2\ (C_{6}H_{5})_{3}P\rightarrow BeH_{2}+\ 2\ (C_{6}H_{5})_{3}P\cdot BH_{3}+(C_{2}H_{5})_{2}O} }

## Eigenschaften
Berylliumhydrid ist eine feste, weiße, nichtflüchtige, hochpolymere Substanz, welche zwischen 205 und 250 °C in ihre Elemente zerfällt. Es ist feuchtigkeits- und luftempfindlich und in den meisten organischen Lösungsmitteln unlöslich. In Wasser zersetzt es sich unter Bildung von Berylliumhydroxid.
{\displaystyle \mathrm {BeH_{2}+2\ H_{2}O\longrightarrow \ Be(OH)_{2}+2\ H_{2}} }

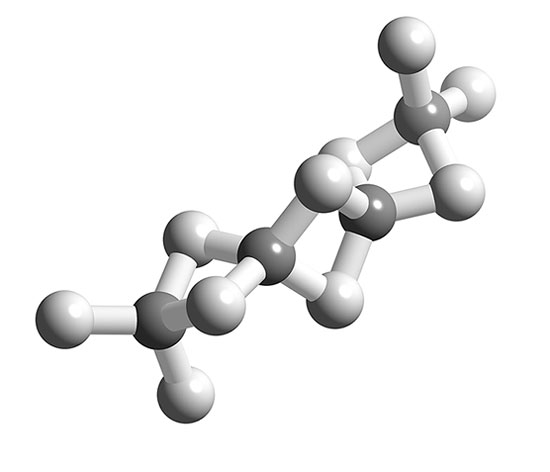
Räumliche Struktur von polymerem Berylliumhydrid

Berylliumhydrid bildet ein kettenförmiges Polymer aus, bei dem jeder Berylliumkern tetraedrisch von vier Wasserstoffen umgeben ist. Dabei bildet es eine ähnliche Struktur mit kovalenten Dreizentrenbindungen wie Aluminiumhydrid aus.

## Verwendung
Berylliumhydrid wird als Raketentreibstoff und als Moderator in Kernreaktoren eingesetzt.